# Herb gminy Kościerzyna
Herb gminy Kościerzyna – jeden z symboli gminy Kościerzyna, ustanowiony w 1992.

## Historia
Herb gminy został ustanowiony w 1992. W 2012, podczas próby ustanowienia sztandaru gminy, projekt nie został zaakceptowany przez Komisję Heraldyczną z powodu niezgodnego z zasadami heraldyki herbu (zbyt podobny do miejskiego Kościerzyny). Na zlecenie gminy Robert Fidura i Kamil Wójcikowski stworzyli projekt nowego herbu. Przedstawiał on niedźwiedzia trzymającego rybę (troć wdzydzką) na żółtym tle, wychodzącego z wody. Uzyskał on akceptację Komisji Heraldycznej, do tej pory nie został jednak ustanowiony.

## Wygląd i symbolika
Herb przedstawia na tarczy o białym tle wizerunek brązowego kroczącego niedźwiedzia, znajdującego się pod drzewem z konarem skierowanym w lewo. Z konaru wyrasta w górę pięć zielonych liści. Podłoże, po którym kroczy niedźwiedź, to faliste linie, na przemian zielone i niebieskie, symbolizuje łąki, pola, lasy, rzeki i jeziora gminy.